# Alain Flotard
Alain Flotard (* 15. Dezember 1950 in Annemasse) ist ein ehemaliger französischer Autorennfahrer und Flieger.

## Karriere im Motorsport
Alain Flotard war in den 1970er-Jahren im Sportwagensport aktiv. Er bestritt 1973 und 1974 die Tour de France für Automobile. 1973 fuhr er auf einem Ford Capri RS an die 17. Stelle der Gesamtwertung. 
1976 und 1977 ging er beim 24-Stunden-Rennen von Le Mans an den Start. 1976 endete die Fahrt mit den Partnern Albert Dufréne und Fred Stalder nach einem Defekt an der Ölpumpe des Chevron B36 nach 241 gefahrenen Runden. 1977 fiel der eingesetzte Chevron B36 erneut wegen eines Defekts aus.
Flotard war viele Jahre als Flieger historischer Flugzeuge aktiv und organisiert Flugshows.

## Statistik

### Le-Mans-Ergebnisse
| Jahr | Team                       | Fahrzeug    | Teamkollege      | Teamkollege   | Platzierung | Ausfallgrund |
| ---- | -------------------------- | ----------- | ---------------- | ------------- | ----------- | ------------ |
| 1976 | Société ROC                | Chevron B36 | Albert Dufréne   | Fred Stalder  | Ausfall     | Ölpumpe      |
| 1977 | Racing Organisation Course | Chevron B36 | Max Cohen-Olivar | Michel Dubois | Ausfall     | Motorschaden |